# Singapour aux Jeux olympiques d'hiver de 2018
Une participation de Singapour est attendue aux Jeux olympiques d'hiver de 2018 à Pyeongchang en Corée du Sud. Ce sera la première participation du pays aux Jeux d'hiver.
La patineuse de short-track Cheyenne Goh, âgée de 18 ans, a validé son ticket pour l'épreuve du 1500m après être arrivée 20e lors d'une manche de la coupe du monde à Shanghai. Cheyenne Goh - classée au 36e rang mondial en novembre 2017 - est la première patineuse de vitesse sur courte piste d'Asie du Sud-Est à se qualifier pour les Jeux olympiques d'hiver.

## Athlètes et résultats

### Short-track
| Athlète      | Épreuve      | Série | Série | Demi-finale | Demi-finale | Finale | Finale |
| Athlète      | Épreuve      | Temps | Rang  | Temps       | Rang        | Temps  | Rang   |
| ------------ | ------------ | ----- | ----- | ----------- | ----------- | ------ | ------ |
| Cheyenne Goh | 1 500 mètres |       |       |             |             |        |        |